# Смирнов Олексій Олексійович
Олексій Олексійович Смирнов (14 лютого 1921, село Кульомиха Нижньогородської губернії, тепер Ветлузького району Нижньогородської області, Російська Федерація — ?) — радянський діяч, секретар ЦК КП Білорусі, 1-й секретар Брестського обласного комітету КП Білорусі, голова правління Центральної спілки споживчих товариств СРСР. Член Президії ЦК КП Білорусі в 1965 році, член Бюро ЦК КП Білорусі в 1968—1978 роках. Кандидат у члени ЦК КПРС у 1981—1986 роках. Депутат Верховної ради Білоруської РСР. Депутат Верховної Ради СРСР 6—7-го і 9—10-го скликань.

## Життєпис
Народився в селянській родині. До 1941 року навчався в інституті.
У вересні 1941 — квітні 1942 року — у Червоній армії, учасник німецько-радянської війни. Служив заступником політичного керівника роти 901-го стрілецького полку 245-ї стрілецької дивізії Північно-Західного фронту
З 1943 року — механік шахти, інженер-проєктувальник тресту.
У 1945 році закінчив Дніпропетровський гірничий інститут. З 1945 року навчався в аспірантурі Дніпропетровського гірничого інституту.
У 1946—1950 роках — 1-й секретар Дніпропетровського міського комітету ЛКСМ України.
Член ВКП(б) з 1947 року.
У 1950—1951 роках — 1-й секретар Дніпропетровського обласного комітету ЛКСМ України.
У 1951—1954 роках — заступник завідувача відділу по роботі серед студентської молоді ЦК ВЛКСМ.
У 1954—1957 роках — інструктор відділу партійних органів ЦК КПРС по союзних республіках.
У 1957—1958 роках — завідувач промислово-транспортного відділу ЦК КП Білорусі.
У 1958—1959 роках — завідувач відділу партійних органів ЦК КП Білорусі.
У квітні 1959 — січні 1963 року — 1-й секретар Брестського обласного комітету КП Білорусі.
У грудні 1962 — березні 1965 року — завідувач відділу важкої промисловості і транспорту ЦК КП Білорусі. Одночасно 18 грудня 1962 — 24 листопада 1964 року — заступник голови Бюро ЦК КП Білорусі із керівництва промисловістю і будівництвом.
30 березня — 24 грудня 1965 року — голова Комітету партійно-державного контролю ЦК КП Білорусі і РМ Білоруської РСР, секретар ЦК КП Білорусі, заступник голови Ради міністрів Білоруської РСР.
24 грудня 1965 — червень 1968 року — голова Комітету народного контролю Білоруської РСР.
18 червня 1968 — 29 вересня 1978 року — секретар ЦК КП Білорусі.
У серпні 1978 — 8 лютого 1983 року — голова правління Центральної спілки споживчих товариств (Центроспілки) СРСР, член колегії міністерства торгівлі СРСР.
З лютого 1983 року — заступник міністра паливної промисловості Російської РФСР.
Потім — персональний пенсіонер союзного значення в Москві.

## Нагороди і звання
- два ордени Леніна
- орден Вітчизняної війни І ст.
- орден Слави ІІІ ст.
- два ордени Трудового Червоного Прапора
- два ордени «Знак Пошани» (23.01.1948,)
- медаль «За перемогу над Німеччиною у Великій Вітчизняній війні 1941—1945 рр.»
- медаль «За доблесну працю у Великій Вітчизняній війні 1941—1945 рр.»
- медаль «За доблесну працю. В ознаменування 100-річчя з дня народження Володимира Ілліча Леніна»
- медаль «За трудову доблесть»
- медаль «За трудову відзнаку»
- медаль «Ветеран праці»
- медалі